# Rudolf Pfeffer
Rudolf Karl Pfeffer (Beč, 6. ožujka 1864. – Beč, 24. rujna 1940.) je bio austrougarski podmaršal i vojni zapovjednik. Tijekom Prvog svjetskog rata obnašao je dužnost načelnika stožera 3. armije, te je zapovijedao 51. landverskom pješačkom brigadom i 4. pješačkom divizijom na Istočnom i Talijanskom bojištu.

## Vojna karijera
Rudolf Pfeffer je rođen 6. ožujka 1864. u Beču. Pohađa Tehničku akademiju u Beču, nakon čega s činom poručnika služi u 15. lovačkoj pješačkoj bojnoj. Od 1888. pohađa Ratnu školu u Beču koju završava 1890. godine. Potom s činom natporučnika obnaša stožerne dužnosti u Osijeku, Sarajevu, Mostaru i Jaroslavu. Godine 1894. promaknut je u čin satnika, te raspoređen na službu u stožer XII. korpusa smještenog u Hermannstadtu. Od 1895. zapovijeda satnijom u 1. pukovniji Tirolskih carskih strijelaca u Innsbrucku. U Innsbrucku u razdoblju od 1897. do 1900. predaje u vojnoj školi. Od 1900. služi u XIV. korpusu smještenom u Innsbrucku, da bi od 1901. do 1906., te od 1909. do 1911. predavao taktiku u Ratnoj školi. Godine 1911. imenovan je zapovjenidkom 67. pješačke pukovnije sa sjedištem u Beču, nakon čega od 1912. vodi obavještajne tečajeve za časnike. U svibnju 1913. unaprijeđen je u čin general bojnika.

## Prvi svjetski rat
Na početku Prvog svjetskog rata Pfeffer je imenovan načelnikom stožera 3. armije kojom je na Istočnom bojištu zapovijedao Rudolf von Brudermann. Navedenu dužnost međutim, obnaša manje od mjesec dana jer je tijekom Galicijske bitke, zajedno sa zapovjednikom 3. armije, smijenjen s položaja načelnika stožera 3. armije. Nakon toga tijekom rujna kratko zapovijeda 8. pješačkom brigadom da bi potom zbog bolesti bio povučen u pozadinu. Reaktiviran je početkom 1916. kada je imenovan zapovjednikom 51. landverske pješačke brigade. U srpnju postaje zapovjednikom 4. pješačke divizije s kojom sudjeluje u zaustavljanju Brusilovljeve ofenzive. Tijekom te bitke, u kolovozu, promaknut je u čin podmaršala. U listopadu 1917. s 4. pješačkom divizijom upućen je na Talijansko bojište gdje odmah po dolasku sudjeluje u Kobaridskoj ofenzivi. Na mjestu zapovjednika 4. pješačke divizije ostaje do svibnja 1918. kada je imenovan vojnim zapovjednikom Lemberga. Na toj dužnosti ostaje do kraja rata.

## Poslije rata
Nakon završetka rata Pfeffer je s 1. siječnjem 1919. umirovljen. Preminuo je 24. rujna 1940. u 77. godini života u Beču.

## Vanjske poveznice
(njem.) Rudolf Pfeffer na stranici Biographien.ac.at